# 维尔日勒·加亚尔
维尔日勒·加亚尔（法語：Virgile Gaillard，1877年7月28日—？），法国男子足球运动员，司职中场。他曾代表法国俱乐部队参加1900年夏季奥林匹克运动会足球比赛，获得一枚银牌。